# Renzo Olivo
Renzo Olivo (ur. 15 marca 1992 w Rosario) – argentyński tenisista, reprezentant w Pucharze Davisa.

## Kariera tenisowa
Najwyżej sklasyfikowany w rankingu singlistów był na 78. miejscu (9 stycznia 2017), natomiast w zestawieniu deblistów na 148. pozycji (29 kwietnia 2013).
W karierze, w grze pojedynczej zwyciężył w 3 turniejach rangi ATP Challenger Tour.
W marcu 2016 roku zadebiutował w reprezentacji Argentyny w Pucharze Davisa.

### Zwycięstwa w turniejach ATP Challenger Tour w grze pojedynczej
| Końcowy wynik | Nr | Data                 | Turniej       | Nawierzchnia | Przeciwnik           | Wynik finału        |
| ------------- | -- | -------------------- | ------------- | ------------ | -------------------- | ------------------- |
| Zwycięzca     | 1. | 25 września 2016     | Santos        | Ceglana      | Thiago Monteiro      | 6:4, 7:6(5)         |
| Zwycięzca     | 2. | 16 października 2016 | Buenos Aires  | Ceglana      | Leonardo Mayer       | 2:6, 7:6(3), 7:6(3) |
| Zwycięzca     | 3. | 21 lipca 2019        | San Benedetto | Ceglana      | Alessandro Giannessi | 5:7, 7:6(4), 6:4    |